# Марко Томићевић
Марко Томићевић (Бечеј, 19. април 1990) српски је кајакаш.
На Светском првенству у Милану 2015. освојио је бронзану медаљу у двоседу на хиљаду метара са Миленком Зорићем.
Највећи успех у каријери је остварио на Олимпијским играма 2016. у Рио де Жанеиру када је узео сребрну медаљу у двоседу са Миленком Зорићем.

## Награде
- 2016: Награда Браћа Карић